# الركيزة اللغوية الهندوآرية في ميتاني
حُدِدت عدة كلمات مستعارة من اللغة الحورية المنطوقة في مملكة ميتاني خلال الألفية الثانية قبل الميلاد على أنها نشأت من لغة هندية آرية؛ شكل هذا ركيزة لغوية هندو آرية في ميتاني الحورية. الكلمات المعنية بذلك هي أسماء الآلهة وأسماء العَلَم والمصطلحات التقنية.
يُعتقد عمومًا أن نخبة هندوآرية بدوية قوية عسكريًا ومعروفة باسم «ماريانو» (بالإنجليزية: Maryannu)‏ استقرت في ميتاني وهيمنت سياسيًا على السكان الأصليين وقامت باستعمال اللغة الحورية كذلك. يمكن اعتبار هذه الظاهرة جزءًا من التوسع الهندوآري.
في معاهدة بين الحيثيين والميتانيين (معاهدة معاهدة سابيليوليوما الأول-شاتيوازا حوالي 1375-1350 قبل الميلاد)، تم تسمية هذه الآلهة ذات الجذور الهندوآرية (ميترا، فارونا، إندرا، ناساتيا). تحتوي رسالة بحثية حول تدريب خيول العربات التي كتبها كيككولي، وهو كاتب من ميتاني على عدد من المصطلحات الهندوآرية. مثل المركبات الرقمية «أيكا» (بالإنجليزية: aika-)‏ و «تيرا» (بالإنجليزية: tera-)‏ و «بانزا» (بالإنجليزية: panza-)‏ و «ساتا» (بالإنجليزية: satta-)‏ و«ناوا-وارتانا» (بالإنجليزية: nāwa-wartanna)‏ (وتعني تباعا «واحد، ثلاثة، خمسة، سبعة، تسع فترات»، لدى رقم «أيكا» (واحد) أهمية خاصة لأنه يضع الركيزة الفائقة بالقرب من اللغات هندوآرية سليمة (السنسكريتية الفيدية «إيكا» (بالإنجليزية: eka)‏، مع الانكماش المنتظم لـ /ai/ إلى [eː]) على عكس اللغات الهندو-إيرانية أو اللغات الإيرانية البدائية (التي لديها «* aiva»؛ قارن ب«إيفا» الفيدية (بالإنجليزية: eva)‏ "فقط") بشكل عام.
نص آخر به كلمة بابرو (-نو) (بالإنجليزية: babru(-nnu))‏ (بابرو، babhru وتعني بني)، باريتا (-نو) (بالإنجليزية: pinkara(-nnu))‏ (باليتا، palita وتعني رمادي)، وبينكارا (-نو) (بالإنجليزية: pinkara(-nnu))‏ (بينغالا، pingala وتعني أحمر). كان مهرجانهم الرئيسي هو الاحتفال بالانقلاب الشمسي (فيشوفا) الذي كان شائعًا في معظم الثقافات في العالم القديم. كان يُطلق على محاربي ميتاني اسم «ماريانو» (بالإنجليزية: marijannu)‏ وهو شكل من أشكال «*ماريا» (بالإنجليزية: *marya)‏ الهندوآرية، وتعني يعني الرجل أو الشاب، ككلمة مرتبطة بالشؤون العسكرية والمركبات.